# Antonio Mantilla de los Ríos
Antonio Mantilla de los Ríos y Burgos (f. 1881) fue un político y periodista español del siglo XIX, primer marqués de Villamantilla.

## Biografía
Ostentó el título nobiliario de primer marqués de Villamantilla, fue director de los periódicos madrileños El Constitucional, La Época y La Política. En 1854 acompañó a O'Donnell en su levantamiento, como corresponsal del segundo de los periódicos mencionados. Mantilla, que fue diputado en 1857, 1865, 1871 y 1872, falleció según la revista Hidalguía el 21 de abril de 1881 en Gualchos y según Ossorio y Bernard en Castell de Ferro el 22 de abril de 1881.